# 二甲基过氧化酮
二甲基过氧化酮（DMDO），也称二甲基双环氧乙烷，是由丙酮衍生出的过氧化酮类化合物，分子中含有由过氧链组成的三元环系。它是唯一常用的过氧化酮类化合物，在有机合成中主要用作氧化剂。

## 合成
二甲基过氧化酮可由臭氧与丙酮在过一硫酸氢钾复合盐作活化剂下反应制备：
DMDO几乎全由实验室制备，溶液可冷冻保存一至两周，且制备反应原料简单易得：丙酮、碳酸氢钠和过一硫酸氢钾复合盐（Oxone）。然而，制备得到的是DMDO在丙酮中的稀溶液（~0.15 M），产率一般小于3%。

## 用途
二甲基过氧化酮最常用作烯烃的环氧化试剂，反应的副产物是低毒且易挥发的丙酮。其反应效果等同或优于间氯过氧苯甲酸（mCPBA），反应性适中，与有些不活泼的底物（如缺电子烯烃）不易反应。
其他一些官能团也会被二甲基过氧化酮氧化，例如它可以氧化胺为硝基化合物，硫醚为亚砜，甚至一些不活泼的C-H键也可被DMDO羟基化：